# 桦林乡 (大通县)
桦林乡，是中华人民共和国青海省西宁市大通回族土族自治县下辖的一个乡镇级行政单位。

## 行政区划
桦林乡下辖以下地区：
胜利村、阿家沟村、瓜拉大庄村、东庄村、俄博沟村、关巴村、吕顺村、七棵树村、台子村、西沟村、兴隆村、桦林庄村、贲哇沟村和峡口村。